# Eivin One Pedersen
Eivin One Pedersen (* 8. September 1956 in Stavanger, Norwegen; † 22. Februar 2012) war ein norwegischer Jazz- und Improvisationsmusiker (Akkordeon, Piano und Komposition).

## Leben
Geboren 1956 im Norwegischen Stavanger, arbeitete Pedersen seit 1975 mit Frode Gjerstad zusammen und hatte danach eigene Gruppen wie das (teilweise zum Quintett erweiterte) Quartett Extended Noise (mit Carl Morten Iversen, Erik Balke und Audun Kleive). 1981 legte er sein Debütalbum Solo mio! vor. Daneben spielte er seit demselben Jahr mit Gjerstad und John Stevens im Trio Detail, das im Folgejahr mit Johnny Dyani auf dem Molde International Jazz Festival auftrat, sowie seit 1985 in Gjerstads Free-Jazz-Ensemble Circulasione Totale Orchestra, das sich 1987 in Molde präsentierte und später zum CTO Dancemble erweitert wurde. Außerdem arbeitete er in der Formation Calling Signals mit Frode Gjerstad, Nick Stephens und Paal Nilssen-Love, ferner mit Terje Isungset, Katja Medbøe, Rolf Jacobsen, Randi Tytingvåg und Elin Furubotn.
Pedersen saß in der Jury beim Melodi Grand Prix 1979, leitete die Foreningen norske jazzmusikere und komponierte 1996 Ein med alt für das Jazzfestival MaiJazz seiner Geburtsstadt. Ferner schrieb er die Musik für Theater und Film, etwa für den Spielfilm Karachi (1989, Regie: Oddvar Einarson). 1988 wurde er mit dem Preis der Foreningen norske jazzmusikere ausgezeichnet.

## Diskographische Hinweise
- Circulasione Totale Orchestra – Accent (Odin, 1987), mit Didrik Ingvaldsen, Bjørn Ole Solberg, Frode Gjerstad, Morten Mølster, Øystein Eldøy, Kjell Arne Jensen, Hans Chr. Hansen, Audun Kleive, John Stevens
- Extended Noise – Slow But Sudden / Langsam, Aber Plötzlich (Odin, 1990), mit Carl Morten Iversen, Audun Kleive, Erik Balke
- Calling Signals – Dreams in Dreams (FMR Records, 2005), mit Frode Gjerstad, Nick Stephens, Paal Nilssen Love
- Calling Signals – Live in the UK (FMR Records, 2005), mit Frode Gjerstad, Nick Stephens, Tony Marsh
- Frode Gjerstad / Eivin One Pedersen / Kevin Norton – The Walk (FMR Records, 2006)
- Calling Signals 07 – From Cafe Sting (Loose Torque, 2007) mit Frode Gjerstad, Nick Stephens, Louis Moholo